# Queen Latifah
Dana Elaine Owens més coneguda pel seu nom artístic Queen Latifah (18 de març de 1970) és una rapera, compositora, cantant, actriu, model, productora de televisió, productora musical i presentadora de televisió estatunidenca.

## Vida personal
Quan era petita, un noi adolescent encarregat de cuidar-la va abusar d'ella repetidament. Això representa un episodi traumàtic de la seva vida pel qual va recórrer a la teràpia i que va amagar molt de temps als seus pares. No va ser fins a la mort del seu germà que es va atrevir a contar-los-ho.
La seva parella és la ballarina i coreògrafa Eboni Nichols, amb qui té un fill, Rebel. La cantant, que sempre s'havia negat a parlar de la seva sexualitat i la seva vida personal, va reconèixer públicament la seva parella i el fill d'ambdues durant el seu discurs d'acceptació del Lifetime Achievement Award als BET Awards 2021, discurs que va tancar exclamant "Happy Pride!" (lit. Feliç orgull!)

## Discografia
- 1989: All Hail the Queen
- 1991: Nature of a Sista
- 1993: Black Reign
- 1998: Order in the Court
- 2004: The Dana Owens Album
- 2007: Trav'lin' Light
- 2009: Persona

## Filmografia

### Llargmetratges
| Any  | Pel·lícula                             | Paper                  | Notes                                          |
| ---- | -------------------------------------- | ---------------------- | ---------------------------------------------- |
| 1991 | Jungle Fever                           | Cambrera               |                                                |
| 1991 | House Party 2                          | Zora                   |                                                |
| 1992 | Juice                                  | M.C. Ruffhouse         |                                                |
| 1993 | Who's the Man?                         | ella mateixa           | cameo                                          |
| 1993 | La meva vida                           | Theresa                |                                                |
| 1996 | Set It Off                             | Cleopatra 'Cleo' Sims  |                                                |
| 1997 | Hoodlum                                | Sulie                  |                                                |
| 1998 | Living Out Loud                        | Liz Bailey             |                                                |
| 1998 | Esfera (Sphere)                        | Alice "Teeny" Fletcher |                                                |
| 1999 | El col·leccionista d'ossos             | Thelma                 |                                                |
| 1999 | Bringing Out the Dead                  | Dispatcher Love        |                                                |
| 2002 | Chicago                                | Matron "Mama" Morton   |                                                |
| 2002 | Pinotxo (Pinocchio)                    | Dove (veu)             |                                                |
| 2002 | Brown Sugar                            | Francine               |                                                |
| 2002 | The Country Bears                      | Cha-Cha                |                                                |
| 2003 | Scary Movie 3                          | Tieta Shaneequa/Oracle |                                                |
| 2003 | Bringing Down the House                | Charlene Morton        | Productora                                     |
| 2004 | Taxi                                   | Belle                  |                                                |
| 2004 | The Cookout                            | Guàrdia de seguretat   | També productora                               |
| 2004 | Barbershop 2: Back in Business         | Gina Norris            |                                                |
| 2005 | Beauty Shop                            | Gina Norris            | Productora                                     |
| 2006 | Stranger than Fiction                  | Penny Escher           |                                                |
| 2006 | Ice Age 2: El desglaç                  | Ellie                  | Veu                                            |
| 2006 | Last Holiday                           | Georgia Byrd           |                                                |
| 2007 | Hairspray                              | Motormouth Maybelle    |                                                |
| 2007 | The Perfect Holiday                    | Sra. Christmas         | Productora                                     |
| 2008 | Mad Money                              | Nina Brewster          |                                                |
| 2008 | What Happens in Vegas…                 | Dr. Twitchell          |                                                |
| 2008 | The Secret Life of Bees                | August Boatwright      |                                                |
| 2009 | Ice Age 3: L'origen dels dinosaures    | Ellie                  | Veu                                            |
| 2010 | El dia de Sant Valentí                 | Paula Thomas           |                                                |
| 2010 | Just Wright                            | Leslie Wright          | Productora                                     |
| 2011 | The Dilemma                            | Susan Warner           |                                                |
| 2012 | Ice Age 4: La formació dels continents | Ellie                  | Veu                                            |
| 2012 | Joyful Noise                           | Vi Rose Hill           |                                                |
| 2013 | House of Bodies                        | Nicole                 | Productora executiva Netflix Instant Exclusiva |
| 2014 | 22 Jump Street                         | Sra. Dickson           |                                                |
| 2016 | Miracles from Heaven                   | Angela                 |                                                |
| 2016 | Ice Age. El gran cataclisme            | Ellie                  | Veu                                            |
| 2017 | Girls Trip                             | Sasha Franklin         |                                                |

### Pel·lícules de TV
| Any  | Títol                     | Paper        | Notes                                 |
| ---- | ------------------------- | ------------ | ------------------------------------- |
| 1998 | Mama Flora's Family       | Diana        |                                       |
| 2002 | Living with the Dead      | Midge Harmon |                                       |
| 2005 | The Muppets' Wizard of Oz | Tieta Em     |                                       |
| 2007 | Life Support              | Ana Wallace  | Productora                            |
| 2012 | Steel Magnolias           | M'Lynn       |                                       |
| 2015 | Bessie                    | Bessie Smith |                                       |
| 2015 | The Wiz Live!             | The Wiz      | musical del canal NBC basat en El mag |
| 2017 | Flint                     | Iza Banks    | al canal Lifetime                     |

### Sèries de televisió
| Any       | Títol                          | Paper                     | Notes                                 |
| --------- | ------------------------------ | ------------------------- | ------------------------------------- |
| 1991      | The Fresh Prince of Bel-Air    | Dee Dee / Marissa Redman  | 2 episodis                            |
| 1993–1998 | Living Single                  | Khadijah James            | Paper principal                       |
| 1999–2001 | The Queen Latifah Show         | Amfitriona                | També creadora, productora executiva  |
| 2001      | Spin City                      | Robin Jones               | 1 episodi                             |
| 2004      | Eve                            | Simone                    | 1 episodi                             |
| 2004      | The Fairly OddParents          | Pam Dromeda               | 1 episodi                             |
| 2005      | 47th Annual Grammy Awards      | Amfitriona                | Especial de TV                        |
| 2008      | Sweet Blackberry Presents      |                           | 1 episodi                             |
| 2010      | Entourage                      | ella mateixa              | 1 episodi                             |
| 2010      | 30 Rock                        | Regina Bookman            | 2 episodis                            |
| 2011–2012 | Single Ladies                  | Sharon Love               | 4 episodis També productora executiva |
| 2011      | Ice Age: A Mammoth Christmas   | Ellie                     | Veu                                   |
| 2012      | Let's Stay Together            | Bobbie                    | 1 episodi També productora executiva  |
| 2013–2015 | The Queen Latifah Show         | Amfitriona                | També creadora, productora executiva  |
| 2014      | Hot In Cleveland               | Tieta Esther Jean Johnson | 1 episodi                             |
| 2016      | Ice Age: The Great Egg-Scapade | Ellie                     | Veu                                   |
| 2016–2019 | Star                           | Carlotta Brown            | Paper principal                       |
| 2018      | Scream                         |                           | Productora executiva                  |
| 2021      | The Equalizer                  | Robyn McCall              | Paper principal                       |

## Premis i nominacions
| Any  | Premi                                    | Categoria                                                                     | Treball nominat            | Resultat  |
| ---- | ---------------------------------------- | ----------------------------------------------------------------------------- | -------------------------- | --------- |
| 1995 | Premis Kids' Choice                      | Actriu de televisió preferida                                                 | Living Single              | Nominat   |
| 1996 | American Black Film Festival             | Millor actriu                                                                 | Set It Off                 | Guanyador |
| 1996 | Premis Independent Spirit                | Independent Spirit a la millor actriu secundària                              | Set It Off                 | Nominat   |
| 1996 | NAACP Image Award                        | Actriu destacada en una sèrie de comèdia                                      | Living Single              | Nominat   |
| 1996 | Premis Kids' Choice                      | Actriu de televisió preferida                                                 | Living Single              | Nominat   |
| 1997 | NAACP Image Award                        | Outstanding Actress in a Motion Picture                                       | Set It Off                 | Guanyador |
| 1999 | NAACP Image Award                        | Outstanding Supporting Actress in a Motion Picture                            | Living Out Loud            | Nominat   |
| 2000 | Black Reel Award                         | Best Supporting Actress                                                       | El col·leccionista d'ossos | Nominat   |
| 2000 | NAACP Image Award                        | Outstanding Supporting Actress in a Motion Picture                            | El col·leccionista d'ossos | Nominat   |
| 2002 | Academy Award                            | Best Supporting Actress                                                       | Chicago                    | Nominat   |
| 2002 | BAFTA Award                              | Best Actress in a Supporting Role                                             | Chicago                    | Nominat   |
| 2002 | BET Award                                | Best Actress                                                                  | Chicago                    | Guanyador |
| 2002 | Black Reel Award                         | Best Supporting Actress                                                       | Chicago                    | Guanyador |
| 2002 | Broadcast Film Critics Association Award | Best Cast                                                                     | Chicago                    | Guanyador |
| 2002 | Golden Globe Award                       | Best Supporting Actress – Motion Picture                                      | Chicago                    | Nominat   |
| 2002 | MTV Movie Award                          | Best Female Performance                                                       | Chicago                    | Nominat   |
| 2002 | Phoenix Film Critics Society Award       | Best Cast                                                                     | Chicago                    | Nominat   |
| 2002 | Screen Actors Guild Award                | Outstanding Performance by a Cast in a Motion Picture                         | Chicago                    | Guanyador |
| 2002 | Screen Actors Guild Award                | Outstanding Performance by a Female Actor in a Supporting Role                | Chicago                    | Nominat   |
| 2002 | Teen Choice Award                        | Choice Movie Actress: Comedy                                                  | Chicago                    | Guanyador |
| 2002 | Teen Choice Award                        | Choice Movie: Breakout Actress                                                | Chicago                    | Nominat   |
| 2002 | Satellite Award                          | Best Supporting Actress – Series, Miniseries or Television Film               | Living with the Dead       | Nominat   |
| 2003 | BET Award                                | Best Actress                                                                  | Brown Sugar                | Guanyador |
| 2003 | NAACP Image Award                        | Outstanding Actress in a Motion Picture                                       | Brown Sugar                | Nominat   |
| 2003 | BET Award                                | Best Actress                                                                  | Bringing Down the House    | Guanyador |
| 2003 | BET Award                                | Outstanding Lead Actress in a Box Office Movie                                | Bringing Down the House    | Nominat   |
| 2003 | Black Reel Award                         | Best Actress                                                                  | Bringing Down the House    | Nominat   |
| 2003 | MTV Movie Award                          | Best Female Performance                                                       | Bringing Down the House    | Nominat   |
| 2003 | MTV Movie Award                          | Best Fight (shared with Missi Pyle)                                           | Bringing Down the House    | Nominat   |
| 2003 | NAACP Image Award                        | Outstanding Actress in a Motion Picture                                       | Bringing Down the House    | Guanyador |
| 2003 | Nickelodeon Kids' Choice Award           | Favorite Movie Actress                                                        | Bringing Down the House    | Nominat   |
| 2003 | Teen Choice Award                        | Choice Movie Actress: Comedy                                                  | Bringing Down the House    | Guanyador |
| 2003 | Teen Choice Award                        | Choice Movie: Breakout Actress                                                | Bringing Down the House    | Nominat   |
| 2003 | Teen Choice Award                        | Choice Movie: Chemistry (shared with Eugene Levy)                             | Bringing Down the House    | Nominat   |
| 2005 | BET Award                                | Best Actress                                                                  | Taxi                       | Nominat   |
| 2005 | BET Award                                | Best Actress                                                                  | The Cookout                | Nominat   |
| 2005 | BET Award                                | Outstanding Writing for a Theatrical Film                                     | The Cookout                | Nominat   |
| 2005 | BET Award                                | Best Actress                                                                  | Beauty Shop                | Nominat   |
| 2005 | Black Movie Award                        | Outstanding Performance by an Actress in a Leading Role                       | Beauty Shop                | Nominat   |
| 2005 | Teen Choice Award                        | Choice Movie Actress: Comedy                                                  | Beauty Shop                | Nominat   |
| 2005 | Teen Choice Award                        | Choice Movie: Hissy Fit                                                       | Beauty Shop                | Nominat   |
| 2005 | Teen Choice Award                        | Choice Movie: Rap Artist                                                      | Beauty Shop                | Nominat   |
| 2006 | Black Reel Award                         | Outstanding Actress                                                           | Beauty Shop                | Nominat   |
| 2006 | NAACP Image Award                        | Outstanding Actress in a Motion Picture                                       | Beauty Shop                | Nominat   |
| 2006 | BET Award                                | Best Actress                                                                  | Last Holiday               | Nominat   |
| 2006 | Black Reel Award                         | Outstanding Actress                                                           | Last Holiday               | Nominat   |
| 2006 | NAACP Image Award                        | Outstanding Actress in a Motion Picture                                       | Last Holiday               | Nominat   |
| 2006 | Teen Choice Award                        | Choice Movie Actress: Comedy                                                  | Last Holiday               | Nominat   |
| 2006 | Teen Choice Award                        | Choice Movie: Liplock                                                         | Last Holiday               | Nominat   |
| 2007 | BET Award                                | Best Actress                                                                  | Hairspray                  | Nominat   |
| 2007 | Broadcast Film Critics Association Award | Best Song                                                                     | Hairspray                  | Nominat   |
| 2007 | Broadcast Film Critics Association Award | Best Cast                                                                     | Hairspray                  | Guanyador |
| 2007 | Hollywood Film Festival Award            | Best Ensemble Cast                                                            | Hairspray                  | Guanyador |
| 2007 | NAACP Image Award                        | Outstanding Supporting Actress in a Motion Picture                            | Hairspray                  | Nominat   |
| 2007 | Palm Springs International Film Festival | Ensemble Cast                                                                 | Hairspray                  | Guanyador |
| 2007 | Screen Actors Guild Award                | Outstanding Performance by a Cast in a Motion Picture                         | Hairspray                  | Nominat   |
| 2007 | Golden Globe Award                       | Best Actress – Miniseries or Television Film                                  | Life Support               | Guanyador |
| 2007 | Gracie Allen Award                       | Outstanding Female Lead – Drama Series or Special                             | Life Support               | Guanyador |
| 2007 | NAACP Image Award                        | Outstanding Actress in a Television Movie, Mini-Series or Dramatic Special    | Life Support               | Guanyador |
| 2007 | Primetime Emmy Award                     | Outstanding Lead Actress – Miniseries or a Movie                              | Life Support               | Nominat   |
| 2007 | Prism Award                              | Performance in a TV Movie or Miniseries                                       | Life Support               | Nominat   |
| 2007 | Satellite Award                          | Best Actress – Miniseries or Television Film                                  | Life Support               | Nominat   |
| 2007 | Screen Actors Guild Award                | Outstanding Performance by a Female Actor in a Miniseries or Television Movie | Life Support               | Guanyador |
| 2008 | BET Award                                | Best Actress                                                                  | The Perfect Holiday        | Nominat   |
| 2008 | Black Reel Award                         | Outstanding Actress                                                           | The Secret Life of Bees    | Guanyador |
| 2009 | Hollywood Film Festival Award            | Best Ensemble Cast                                                            | The Secret Life of Bees    | Guanyador |
| 2009 | Black Reel Award                         | Outstanding Ensemble                                                          | The Secret Life of Bees    | Nominat   |
| 2009 | NAACP Image Award                        | Outstanding Actress in a Motion Picture                                       | The Secret Life of Bees    | Nominat   |
| 2010 | Teen Choice Award                        | Choice Movie Actress: Romantic Comedy                                         | Valentine's Day            | Nominat   |
| 2010 | Black Reel Award                         | Best Actress                                                                  | Just Wright                | Nominat   |
| 2010 | Black Reel Award                         | Best Original or Adapted Song (for the song "Champion")                       | Just Wright                | Nominat   |
| 2010 | NAACP Image Award                        | Outstanding Actress in a Motion Picture                                       | Just Wright                | Nominat   |
| 2010 | Teen Choice Award                        | Choice Movie Actress: Romantic Comedy                                         | Just Wright                | Nominat   |
| 2015 | Critics' Choice Television Award         | Best Actress in a Movie/Miniseries                                            | Bessie                     | Nominat   |
| 2015 | Premis Globus d'Or                       | Best Actress – Miniseries or Television Film                                  | Bessie                     | Nominat   |
| 2015 | Premi Emmy                               | Outstanding Television Movie (as a producer)                                  | Bessie                     | Guanyador |
| 2015 | Screen Actors Guild Award                | Outstanding Performance by a Female Actor in a Miniseries or Television Movie | Bessie                     | Guanyador |
| 2015 | Premis Satellite                         | Best Actress – Miniseries or Television Film                                  | Bessie                     | Nominat   |